# Thaumasia niceforoi
Thaumasia niceforoi là một loài nhện trong họ Pisauridae.
Loài này thuộc chi Thaumasia. Thaumasia niceforoi được Cândido Firmino de Mello-Leitão miêu tả năm 1941.